# Лапківці
Ла́пківці — село в Україні, у Чорноострівській селищній територіальній громаді Хмельницького району Хмельницької області. Населення становить близько 50 осіб.
За «Словником власних географічних назв Хмельницької області» Торчинських село Лапківці Хмельницького району відоме з XVI ст. як татарське поселення. Існували такі типології назв: Lapkowcze (1583), Lapkowce (1668), Липковцы (1800), Лапковцы (1855), Ланковцы (1884), Лапківці (1926). За С. Д. Бабишиним назва вказує на конфігурацію земельних угідь: лапа — шматок землі, що залишився після розподілу. На думку авторів словника це патронімічна, особова назва: Лапа (1364), Лапко (1552).

## Відомі люди
- Параскевич Павло Кіндратович - літературознавець, член правління Таврійської фундації. Кандидат філологічних наук, завідувач кафедри української літератури Херсонського державного педагогічного університету (1977—1988). Нагороджений Почесним знаком «Відмінник народної освіти УРСР», "медаллю «Будівничий України», отримав звання «Почесний громадянин міста Херсона», «Почесний професор ХДУ».

## Галерея

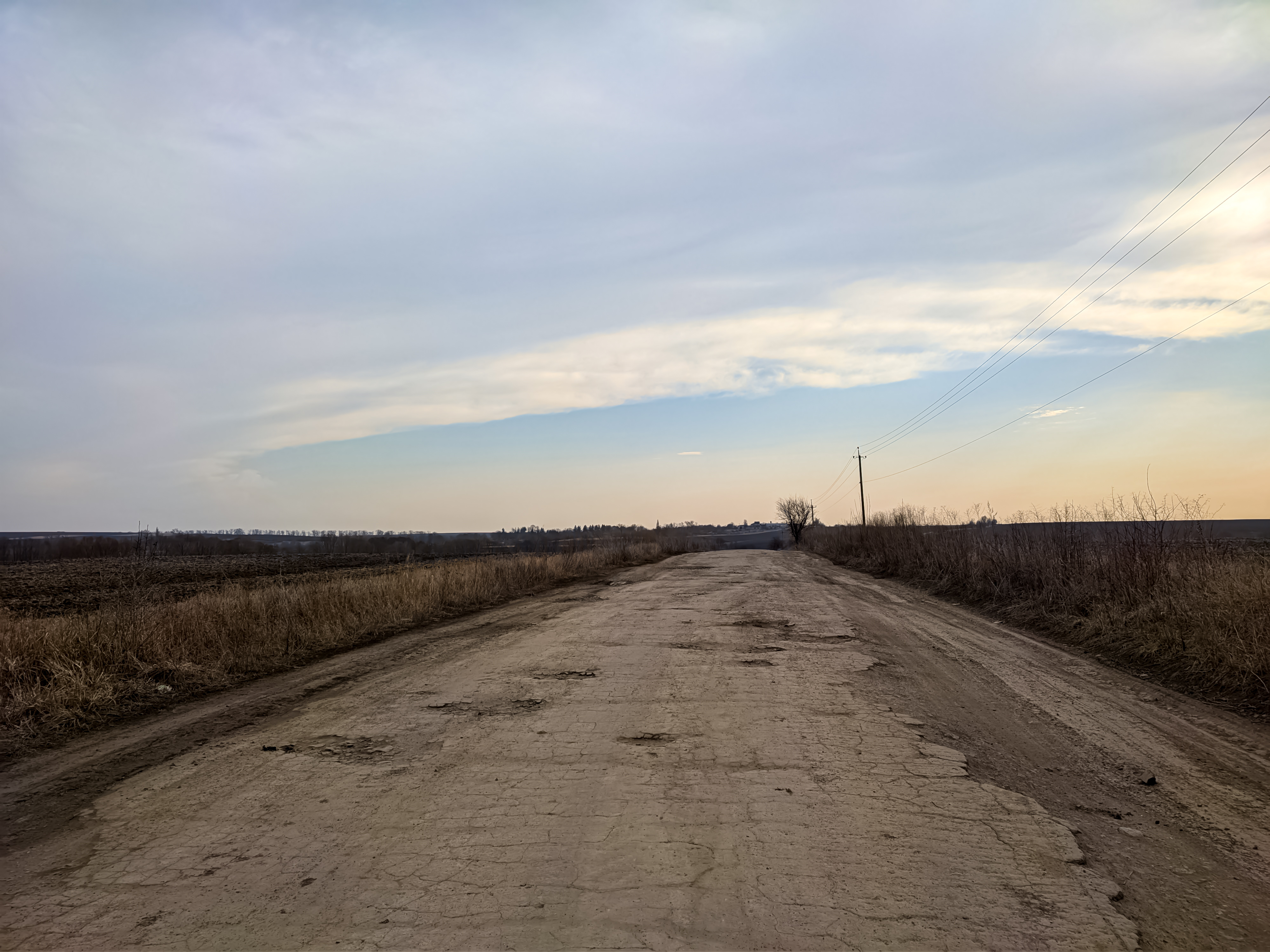
Дорога на село
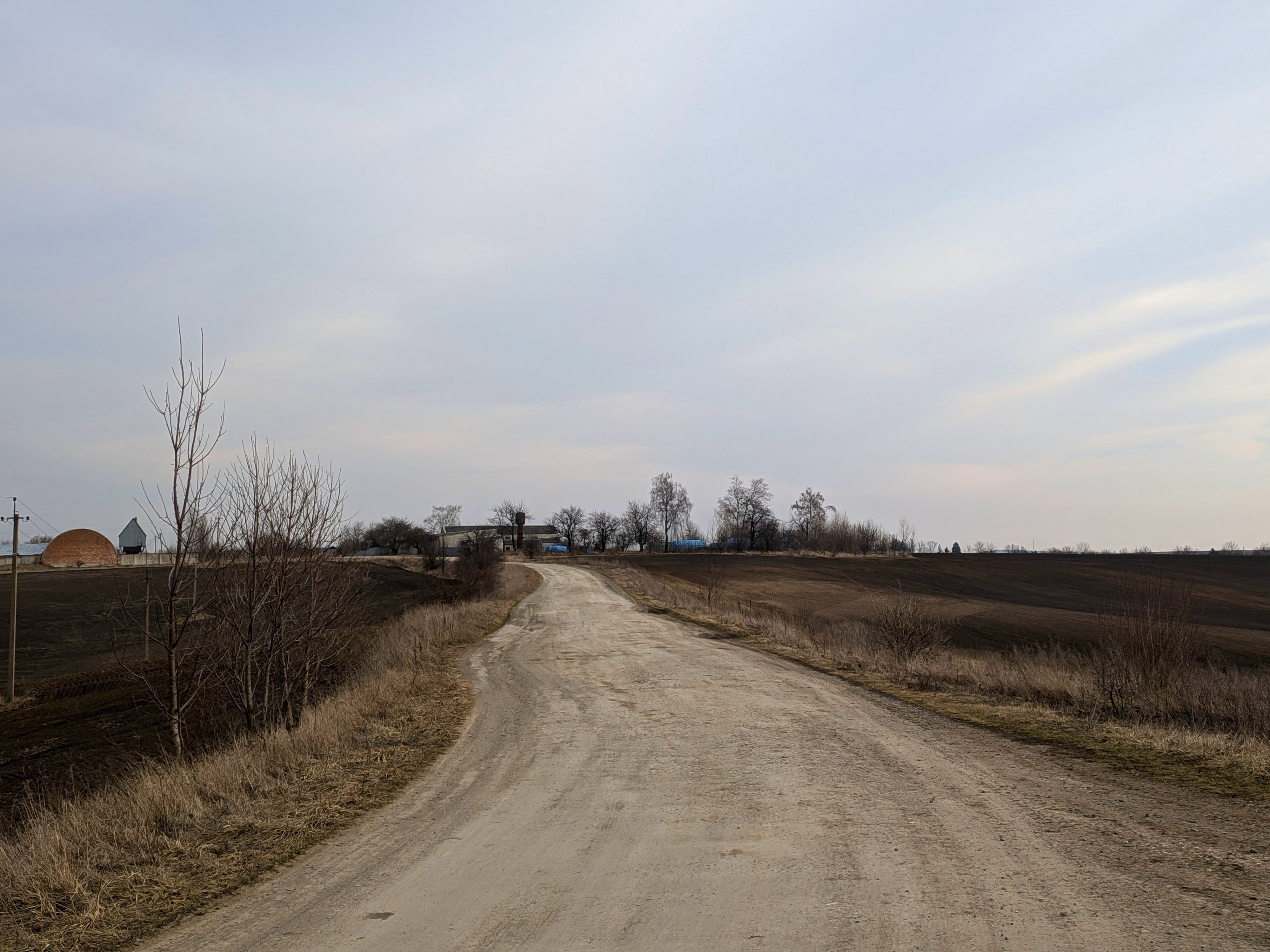
Дорога на село
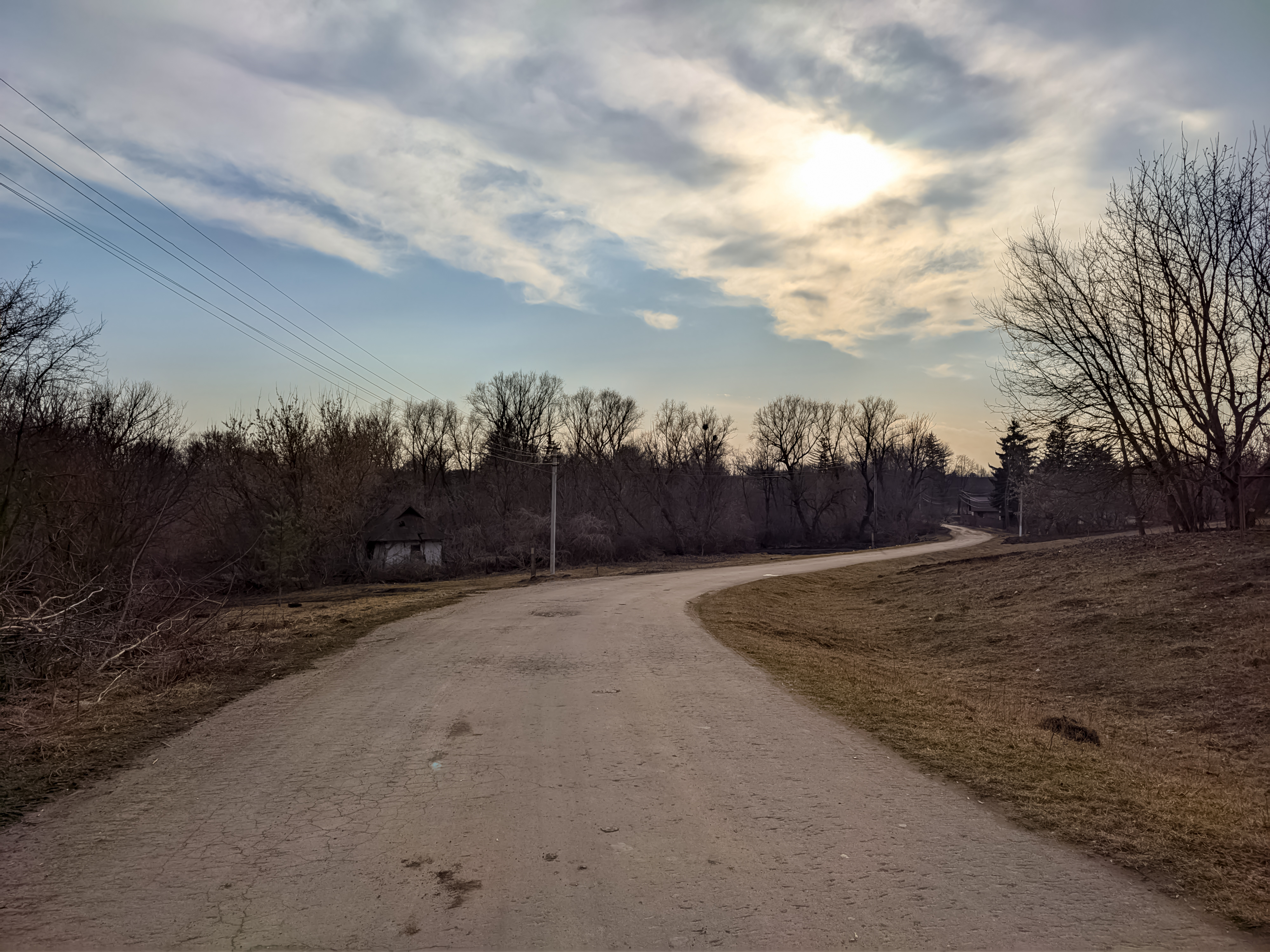
Вулиця в центрі села
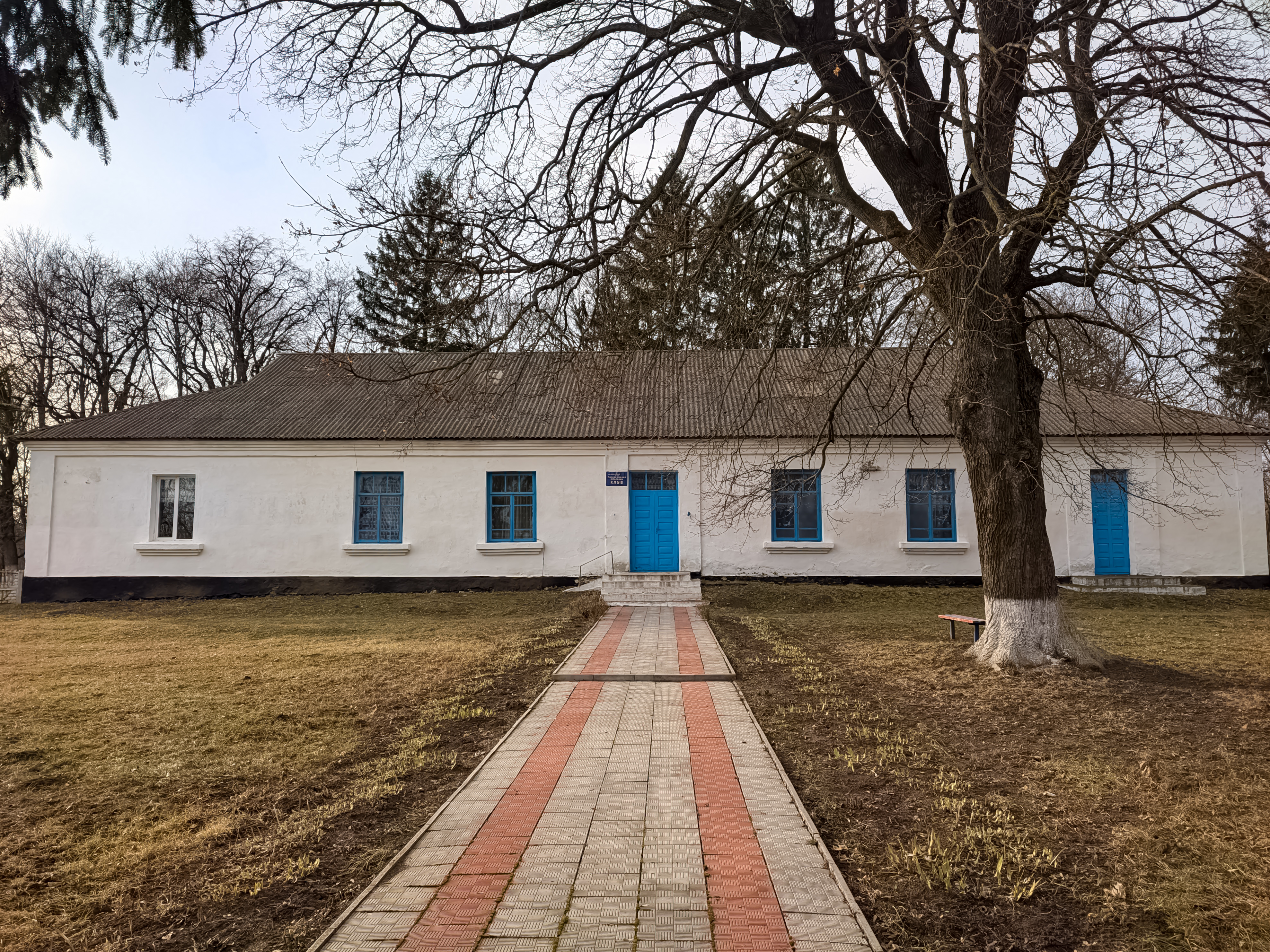
Клуб
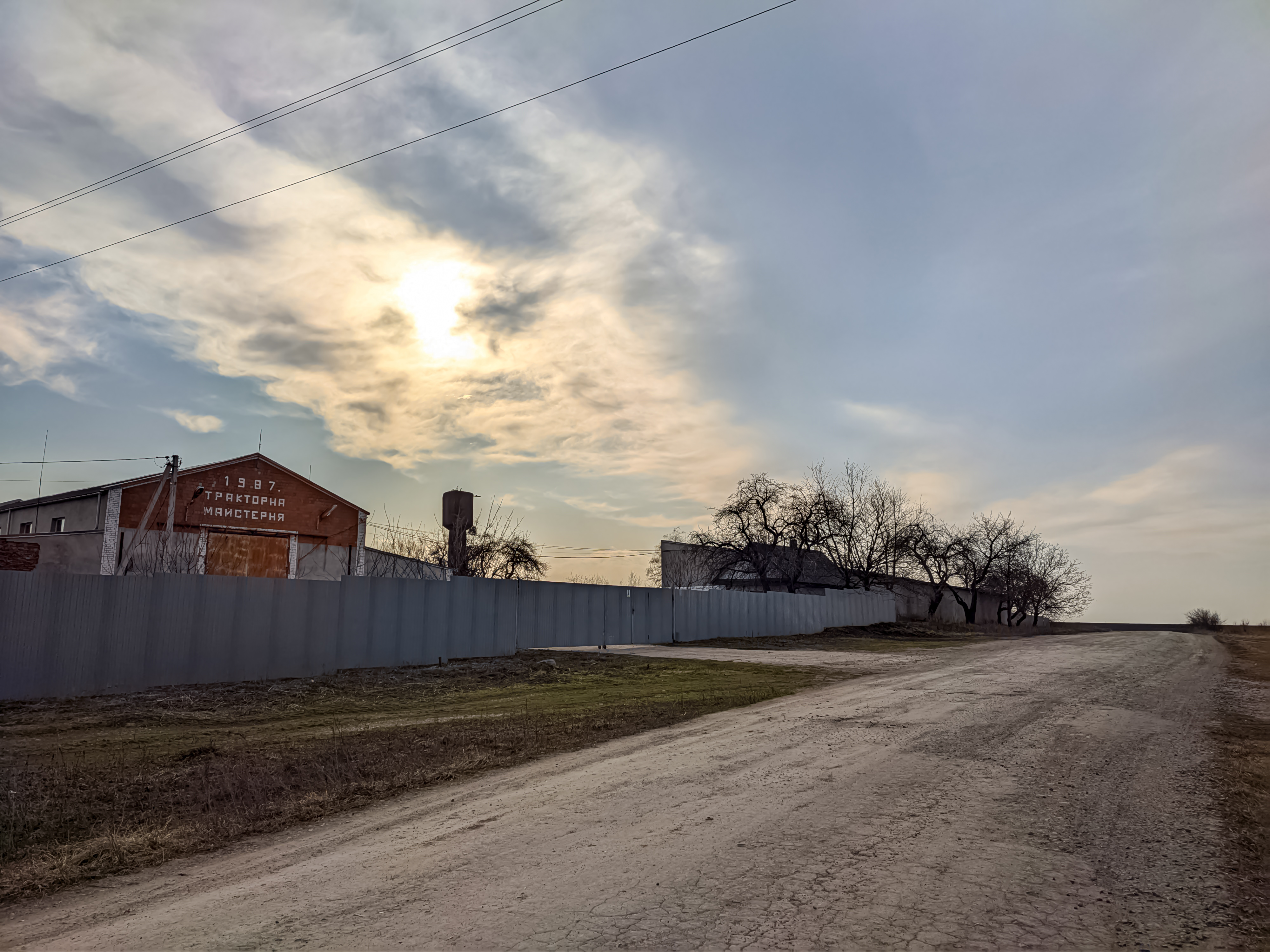
Тракторна майстерня
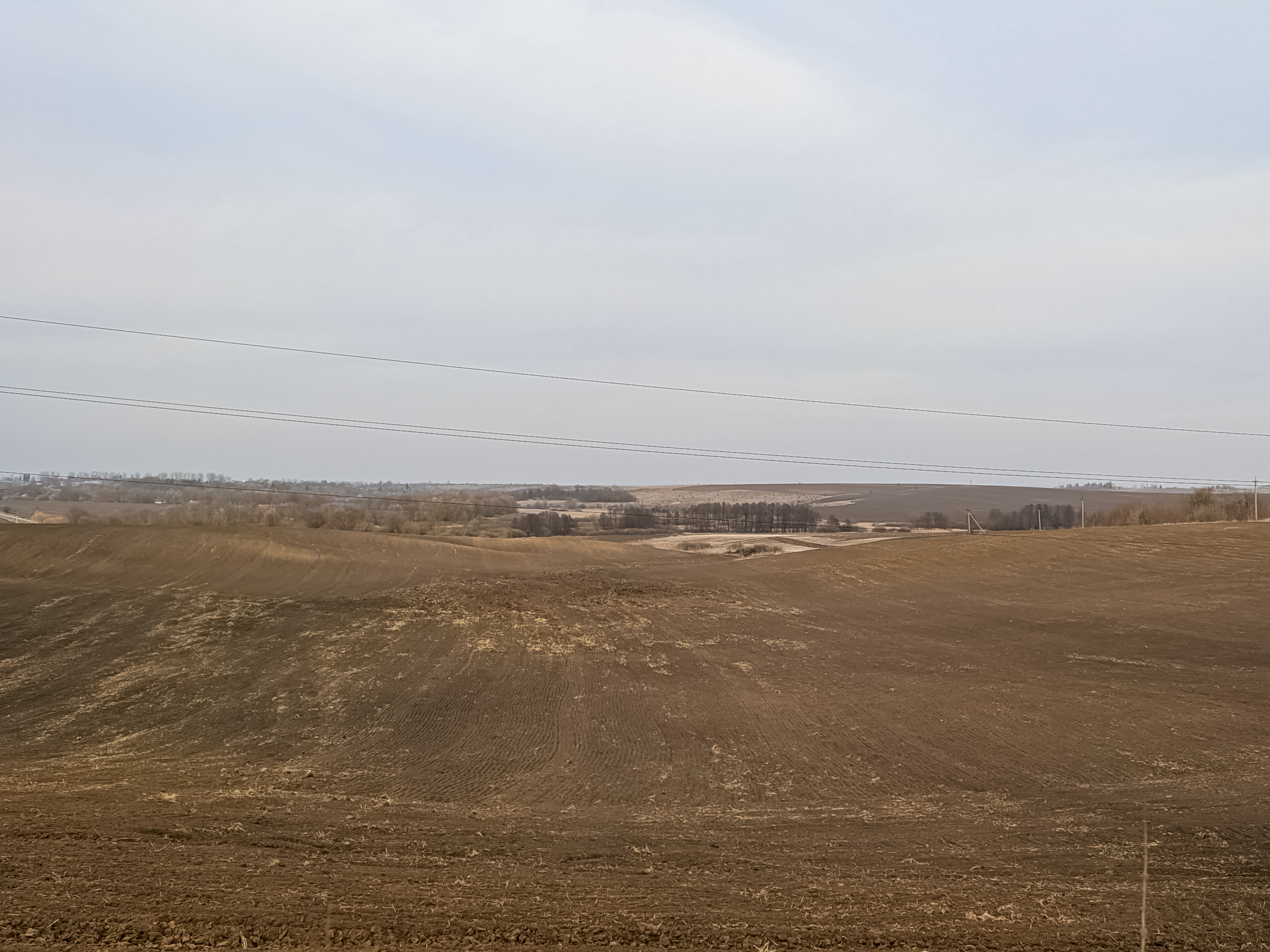
Околиці села
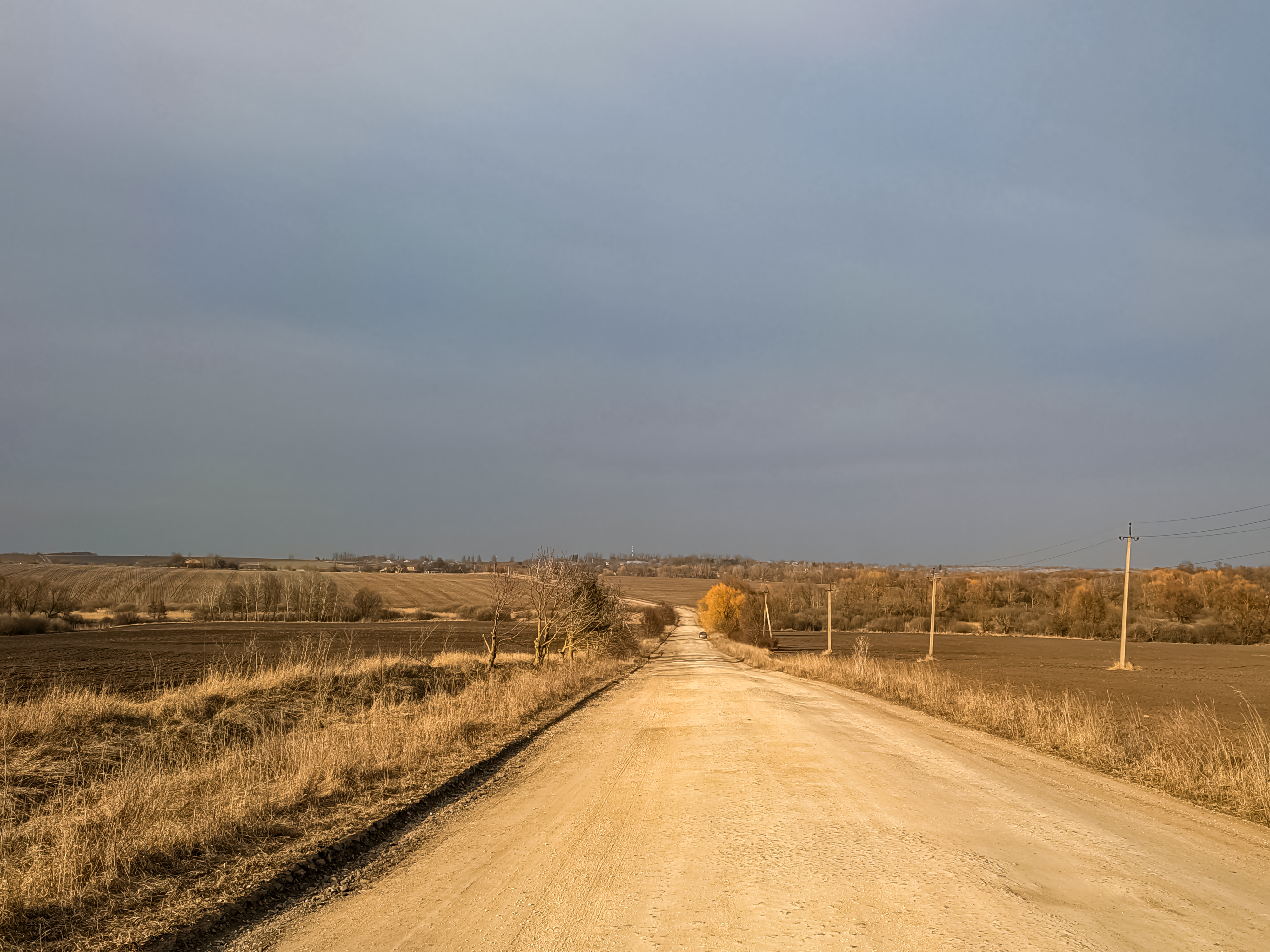
Весняний пейзаж поблизу села
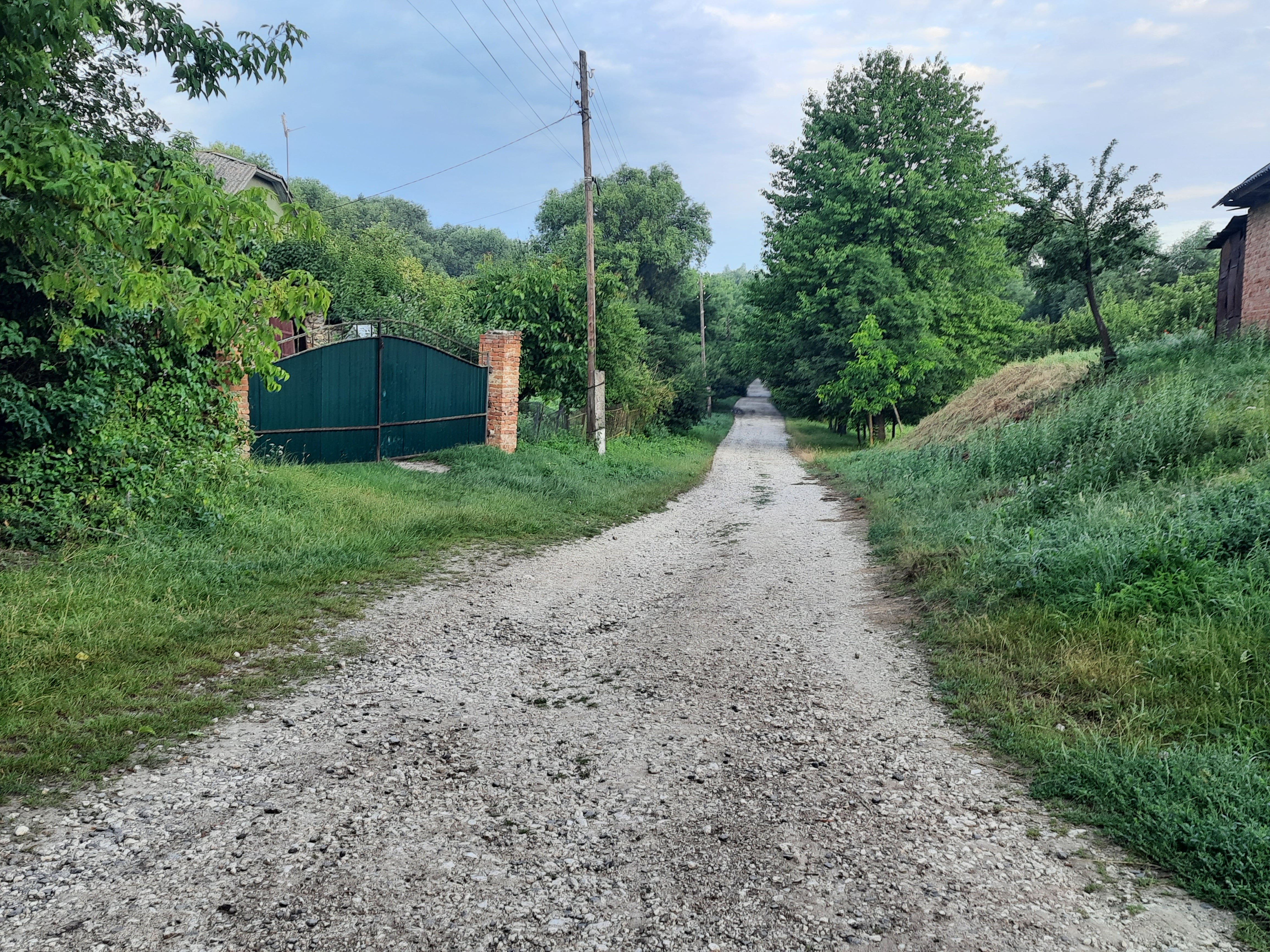
Сільська вулиця
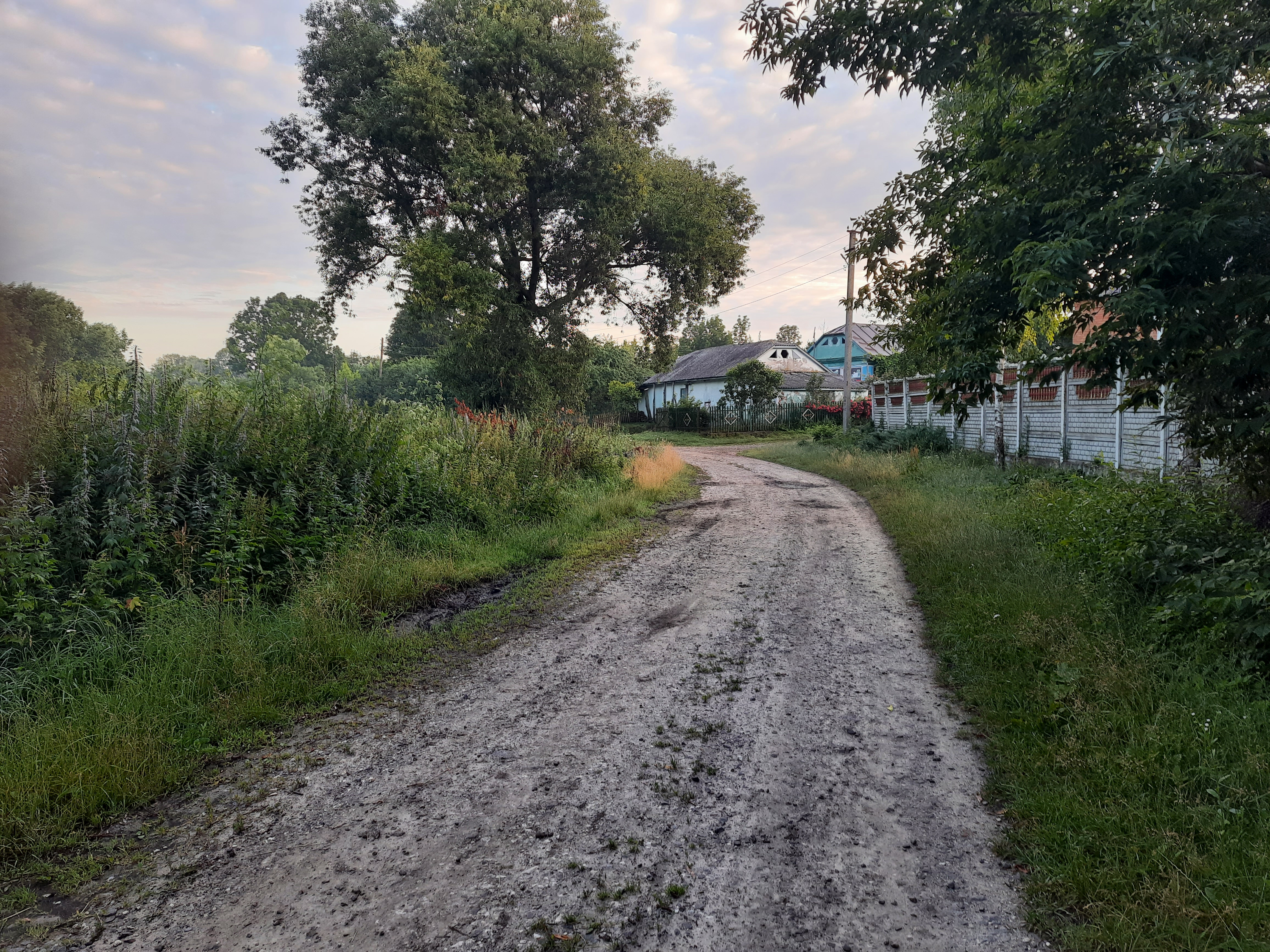
Сільська вулиця
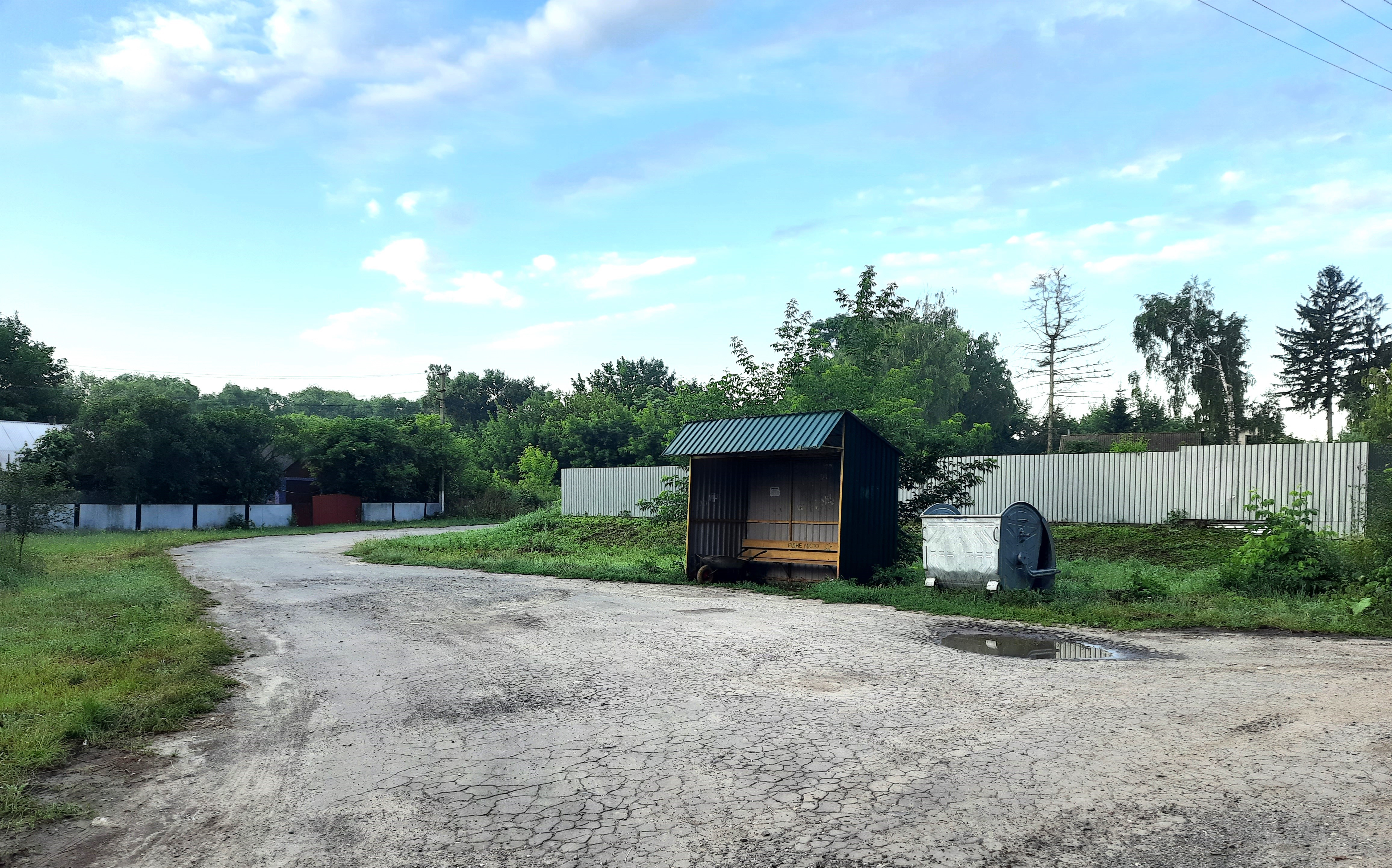
Автобусна зупинка